# رودولف لمن
رودولف لمان (به آلمانی: Rudolf Lehmann) (زاده ۳۰ ژانویه ۱۹۱۴، مرگ ۱۳ سپتامبر ۱۹۸۳) یک سرهنگ آلمانی در دوره رایش سوم و از ۹ مارس ۱۹۴۵ تا ۱۳ آوریل ۱۹۴۵ فرمانده لشکر دوم زرهی آلمان بود. 